# 女懷清臺
女懷清台，秦朝時期，巴郡有寡婦名清，其夫得丹穴（硃砂礦）而致富，夫死，婦能守其業，以財自衛，人不敢犯。秦始皇以為貞婦，為築女懷清台